# Somatostatinoma
Il somatostatinoma  è una neoplasia secernente somatostatina originata delle cellule delta delle isole di Langerhans del pancreas o dal sistema APUD localizzato a livello del duodeno.

## Presentazione clinica
La presentazione tipica è caratterizzata dalla comparsa di diabete mellito dovuto all'inibizione della secrezione insulinica, colelitiasi per l'inibizione della secrezione di colecistochinina, steatorrea per l'inibizione della secrezione di colecistochinina e secretina; frequentemente si ha ipocloridria per l'inibizione della secrezione acida a livello gastrico tramite soppressione della produzione di gastrina.

## Trattamento
Il trattamento si basa sulla chemioterapia con streptozocina, dacarbazina, doxorubicina.